# Senkō-ji (Onomichi)
Ne doit pas être confondu avec Senkō-ji.
Senkō-ji (千光寺) est un temple historique du Japon situé dans le parc Senko-ji de la ville d'Onomichi, préfecture de Hiroshima.

## Histoire
Fondé en 806, première année de l'ère Daidō (806-810), Senkō-ji est la dixième étape du pèlerinage de Chūgoku Kannon.

## Panorama
De Senkō-ji, les visiteurs peuvent voir le centre d'Onomichi et la mer intérieure de Seto.
Il existe une promenade de la littérature, consacrée à vingt-cinq auteurs associés à Onomichi, dont Shiga Naoya et Fumiko Hayashi.

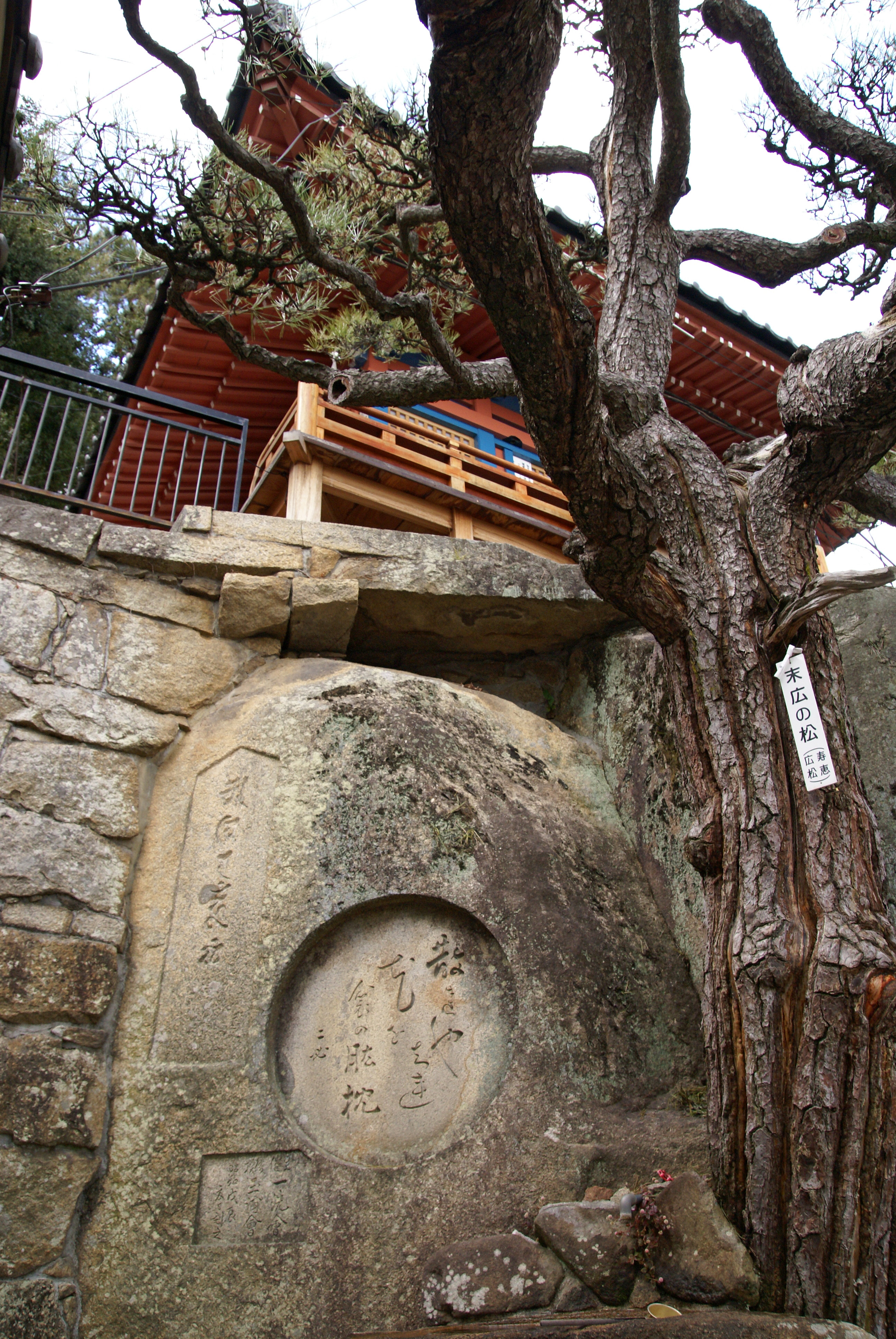
Pin Suehiro.
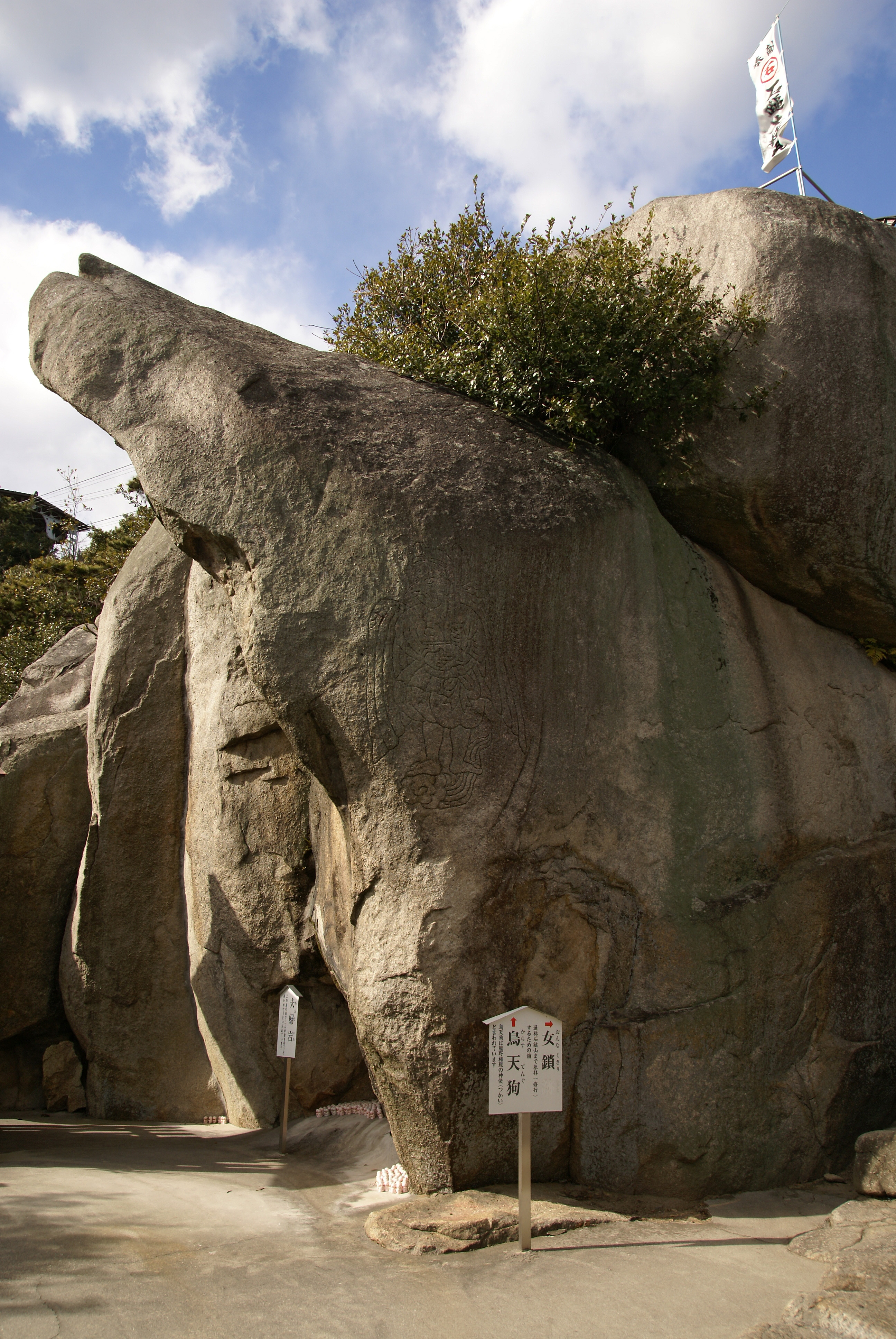
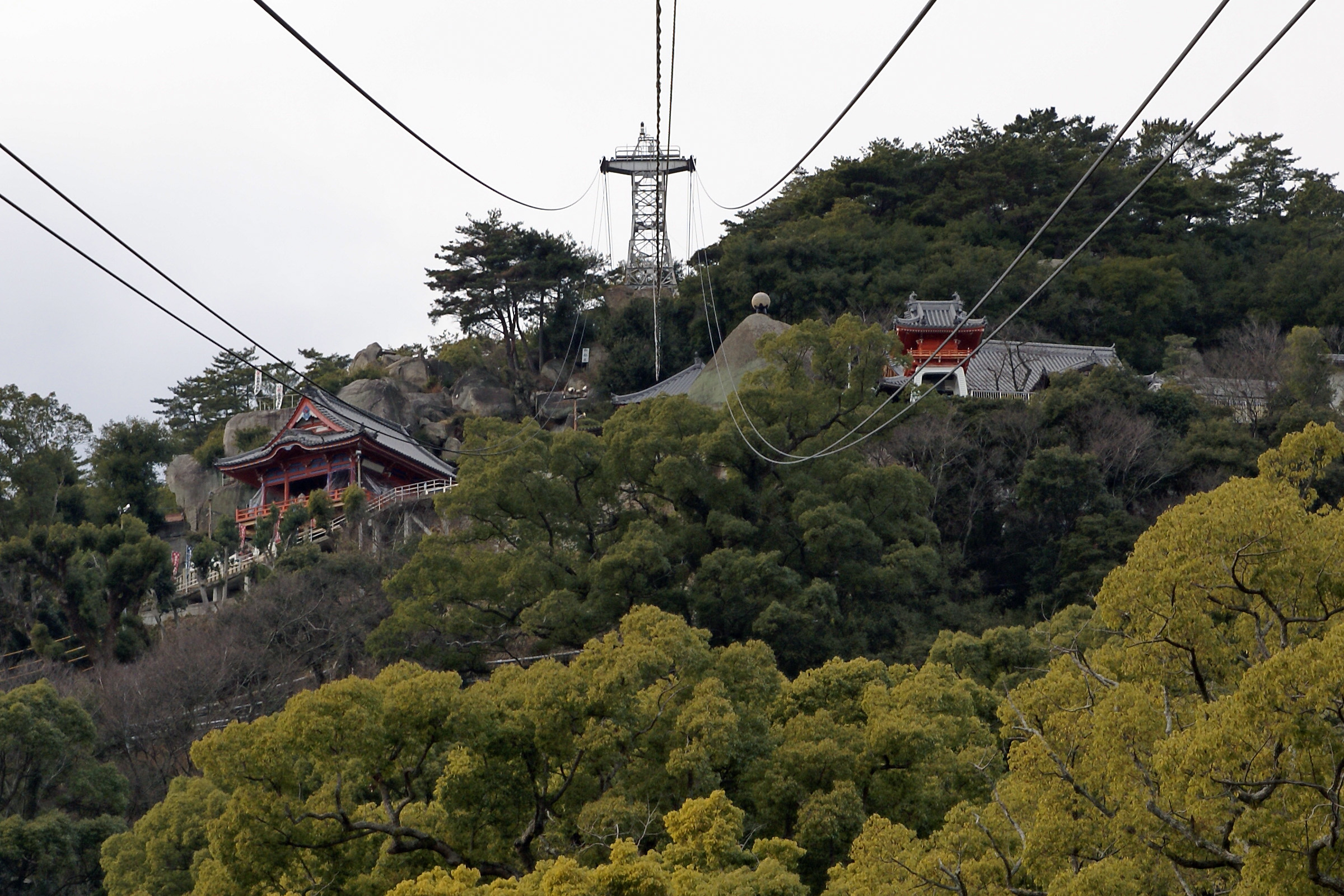
Le site du temple, accessible par télécabine.